# 李钟敏
李钟敏（1964年—），河南漯河人，回族，中华人民共和国政治人物、第十一届全国人民代表大会解放军代表。
毕业于武汉大学物理学光学专业，是中共党员。89821部队总工程师。2008年起担任全国人大代表。